# PA 2
Vous lisez un « bon article » labellisé en 2008.
Le PA 2 (abréviation de Porte-avions 2 ; en anglais CVF FR pour Carrier Vessel Future France) est un projet de porte-avions français lancé en 2003 sur la base du CVF britannique, classe Queen Elizabeth. Le projet est suspendu en 2009, puis abandonné en 2012.

## Historique

### Le format du groupe aéronaval français en discussion
Le format du groupe aéronaval français à au moins deux porte-avions, comme c’était le cas de 1946 à 1997, a toujours soulevé dans ce pays des polémiques politiques, financières, voire de doctrine. Dès 1949, dans le contexte de la guerre froide, l'amiral Pierre Barjot préconise « deux ou trois porte-avions légers au lieu d'un porte-avions de combat lourd » puis « six porte-avions légers du type Clemenceau (PA 28) de 18 500 tonnes lège ». Arrêté fin 1949 et entrepris en 1954, le projet est réalisé avec deux porte-avions de 22 000 tonnes Washington. Les deux navires-jumeaux seront le Clemenceau (R98) et le Foch (R99). Prévue en 1958, une troisième unité (du type PA 58) ne sera jamais construite.
En 1972, la question de leur remplacement commence à se poser par le biais d'un programme naval (le « Plan Bleu ») visant à doter la Marine nationale française à l'horizon 1985 de quatre porte-aéronefs, dont deux porte-avions et deux porte-hélicoptères. Pour obtenir ces nombres, il convient en premier lieu de remplacer le porte-avions Arromanches (R95) qui doit être rayé en 1974. Le choix se porte sur un bâtiment de 18 400 tonnes, à propulsion nucléaire (le PH 75). Ultérieurement re-désigné PA 75, ce bâtiment aurait dû mettre en œuvre des appareils à décollage et atterrissage court à l'aide d'un tremplin.
Le projet PH/PA 75 (qui resurgira fortement modifié en 1997 sous le terme de Bâtiments d'intervention polyvalents, future classe Mistral) est annulé en 1980 et remplacé par celui du remplacement des porte-avions de combat Clemenceau et Foch. Deux porte-avions à propulsion nucléaire (PAN) sont retenus : la Bretagne, dont l'entrée en service est prévue pour 1992, et son jumeau la Provence. Cependant, la commande du 1er bâtiment (renommé Richelieu puis Charles de Gaulle) est renvoyée à 1987 et le 2e attendra.
De fait, depuis 1997, la Marine nationale française ne dispose plus que d'un seul porte-avions en service, en fait « un demi porte-avions » selon les mots, en 2001, de l'ancien président de la République française Valéry Giscard d'Estaing, puisque le bâtiment n'est opérationnel que 57 à 60 % du temps, soit 200 jours de mer par an. En raison des contraintes d'entretien et de maintenance la marine française n'en alignera plus aucun, du 30 juillet 2007 à mars 2009, puis en 2017-2018.
Le Sénat français prend en compte en 2000 les changements géostratégiques récents et plaide pour « la mise en chantier d'un second porte-avions [...]. La disponibilité de ce second bâtiment conditionne la cohérence d'ensemble des choix opérés pour l'équipement de la Marine depuis plusieurs années : l'investissement supplémentaire nécessaire – de l'ordre de 14 milliards de francs [2,13 milliards d'euros, ndlr] – donnerait tout son sens aux 70 milliards [10,67 milliards d'euros, ndlr] déjà engagés pour la construction du Charles de Gaulle et la constitution de son groupe aérien en leur assurant une disponibilité permanente ».
Dans le cadre de la préparation du Livre Blanc sur la Défense et la Sécurité nationale, qui est publié le 17 juin 2008, des réflexions voient le jour quant à « un scénario post-Mahanien de la projection permanente » : le PA 2 serait construit, le nombre de frégates de classe Aquitaine et de SNA de classe Suffren réduit. Selon Joseph Henrotin, « un tel positionnement est parfaitement en phase avec la proposition présidentielle française de mettre en œuvre le principe des coopérations renforcées au plan européen, mode de décision que les observateurs de la PESD considèrent comme un des facteurs les plus enclins à favoriser le développement de la politique européenne de Défense. »  Ce scénario impose « de revoir le schéma global de la présence française dans la protection des lignes de communication pour privilégier une approche de projection [ce qui] permettrait, le cas échéant, de reprendre position le long de la ligne Europe-Asie (enserrée entre les bases de Djibouti et de La Réunion) ou encore de ceinturer l’Asie (entre La Réunion et la Polynésie) ».

### Le problème du choix de la propulsion

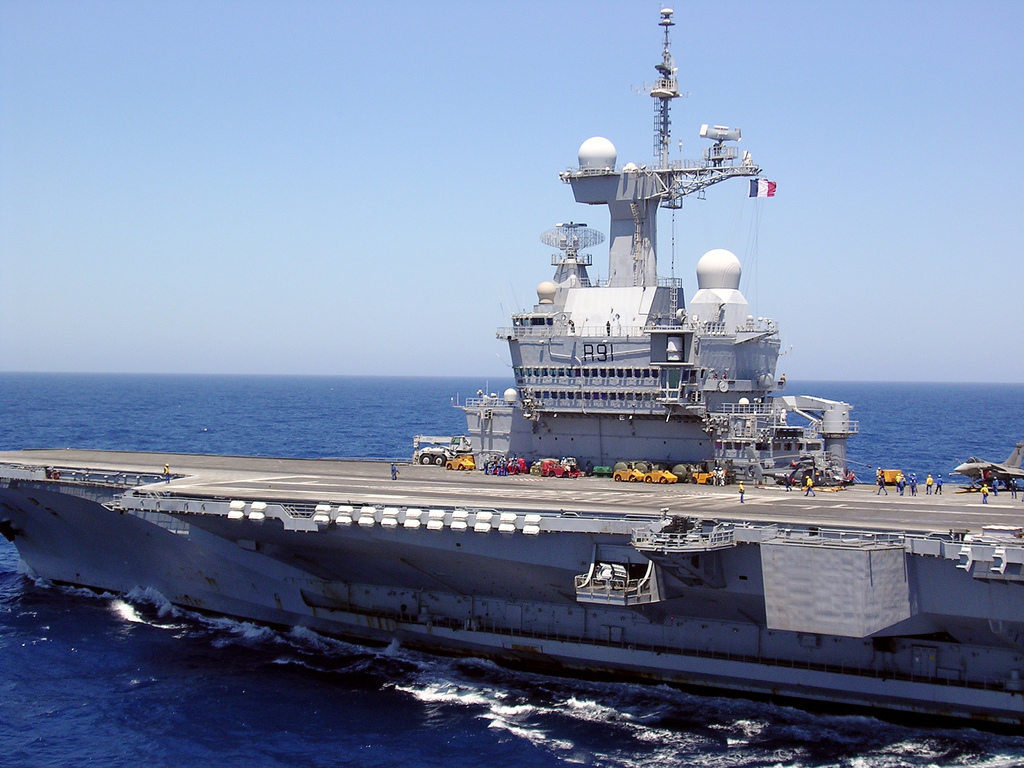
Le Charles de Gaulle est, actuellement, le seul navire de surface à propulsion nucléaire d'Europe occidentale. À ce jour, seuls les États-Unis et l'ex-URSS ont construit d'autres navires de guerre de surface avec cette propulsion.

#### Un second porte-avions nucléaire français?
Le rapport du Sénat de 2000 rappelle que « les contraintes budgétaires et opérationnelles incitent à construire un bâtiment qui soit le plus proche possible du Charles de Gaulle » mais relativise aussitôt l'idée de sistership à propulsion nucléaire pour diverses raisons : 
- il a été avancé que la durée écoulée entre les deux programmes ne permettrait pas de bénéficier des avantages de  l'effet de série ou « communabilité » (économies d'entretien, d’adaptation et de formation des personnels) dont ont tiré parti le Clemenceau et le Foch, conçus sur les mêmes plans et mis en service à seulement 19 mois d'intervalle [note 10] ;
- les dimensions du pont d'envol du Charles de Gaulle au niveau de sa longueur, ont nécessité un allongement de la piste oblique[note 11] ;
- grâce à la mise en œuvre de solutions techniques originales et innovantes, comme le SATRAP (Système Automatique de TRAnquilisation et de Pilotage) ou son sous-système COGITE, la surface du pont d'envol est augmentée de 50 % par rapport à celle des porte-avions de tonnage voisin de la classe précédente (type Clemenceau). Malgré cela, les dimensions du pont ne permettent pas l’appontage et le catapultage simultanés d'aéronefs (catapo) et devraient, selon le Sénat français, être accrues[note 12] ;
- la lourdeur financière et logistique de la propulsion nucléaire (le « coût de possession ») ainsi que les contraintes associées de durcissement des munitions (la « muratisation ») pourraient être réexaminées au profit d'une propulsion classique « tout électrique »[note 13]. Un rapport de l'Assemblée nationale française de 2003[9], qui intervient quelques mois après l'annonce du souhait présidentiel d'une collaboration binationale sur un porte-avions dérivé du CVF, n’évacue pas complètement l’idée d'un sistership dérivé du Charles de Gaulle. Par ailleurs, en semblant privilégier une alternative de porte-avions nucléaire de 50 000-55 000 tonnes dite porte-avions « enveloppe » étudiée par la DCN et Technicatome (filiale d’Areva), cette publication réfute en grande partie les arguments du Sénat et fait de visu siennes les options du supposé lobby nucléaire français ;
- d’autres marines, comme l’US Navy, ont choisi de privilégier la fiabilité par rapport à la modernité, sachant d'ailleurs qu'on ne voit nullement en quoi une propulsion classique par turbine à gaz ou autre serait plus moderne que la propulsion nucléaire[note 14]. D'ailleurs, le Commissariat à l'énergie atomique français affirme que la « communabilité » de ce bâtiment avec le Charles de Gaulle pourrait être de 90 % voire davantage ;
- la nécessité d’effectuer des catapo serait exceptionnelle et il est déjà possible sur le Charles de Gaulle de retarder un appontage ou un décollage de trois minutes au maximum pour pallier une urgence ;
- les coûts de construction et de possession d’un bâtiment nucléaire par rapport à un navire à propulsion classique ne seraient pas si élevés que ça (1,83 milliard d’euros pour la construction selon la DCN[note 15] ; de 13 à 19 % de plus pour la possession selon la DGA). Qui plus est, cette formule offrirait l’avantage d’une mobilité stratégique[note 16].

#### Un porte-avions à propulsion classique?
Avec la Strategic Defence Review (SDR) de juillet 1998, le ministère de la Défense britannique (UK MoD) « suggère » à la Royal Navy (RN) de se doter à l’horizon 2012-2015 de deux porte-avions « qui pourraient avoir un déplacement de 30 000–40 000 tonnes et seraient capables de déployer jusqu'à 50 aéronefs, y compris des hélicoptères », et remplaceraient les trois porte-aéronefs de la classe Invincible à vocation essentiellement anti sous-marine (ASM). Dès 1999, les autorités françaises[réf. nécessaire] soumettent à leurs équivalentes britanniques une coopération sur le projet. Un groupe de travail (Future Carrier Working Group) est établi tandis que discussions plus poussées se poursuivent entre la Délégation générale pour l'armement (DGA) française et la Defense Procurement Agency britannique (DPA) sur la configuration des bâtiments de la Royal Navy.
Et pour cause. Non seulement les ingénieurs britanniques ont perdu les compétences en matière de porte-avions conventionnels, mais deux des quatre options contenues dans la SDR à propos du Carrier Vessel Future (CVF) sont compatibles avec les préférences françaises[réf. nécessaire] :
- la version « Catapult Assisted Take-Off But Arrested Recovery » (CATOBAR ou CTOL) similaire à celle des porte-avions français et américains (catapulte, brins d'arrêt et pont d'envol oblique ou angled flight deck) ;
- la version « Short Take-Off But Arrested Recovery » (STOBAR) avec brins d'arrêt, pont d'envol oblique, tremplin (ski-jump) mais sans catapulte.

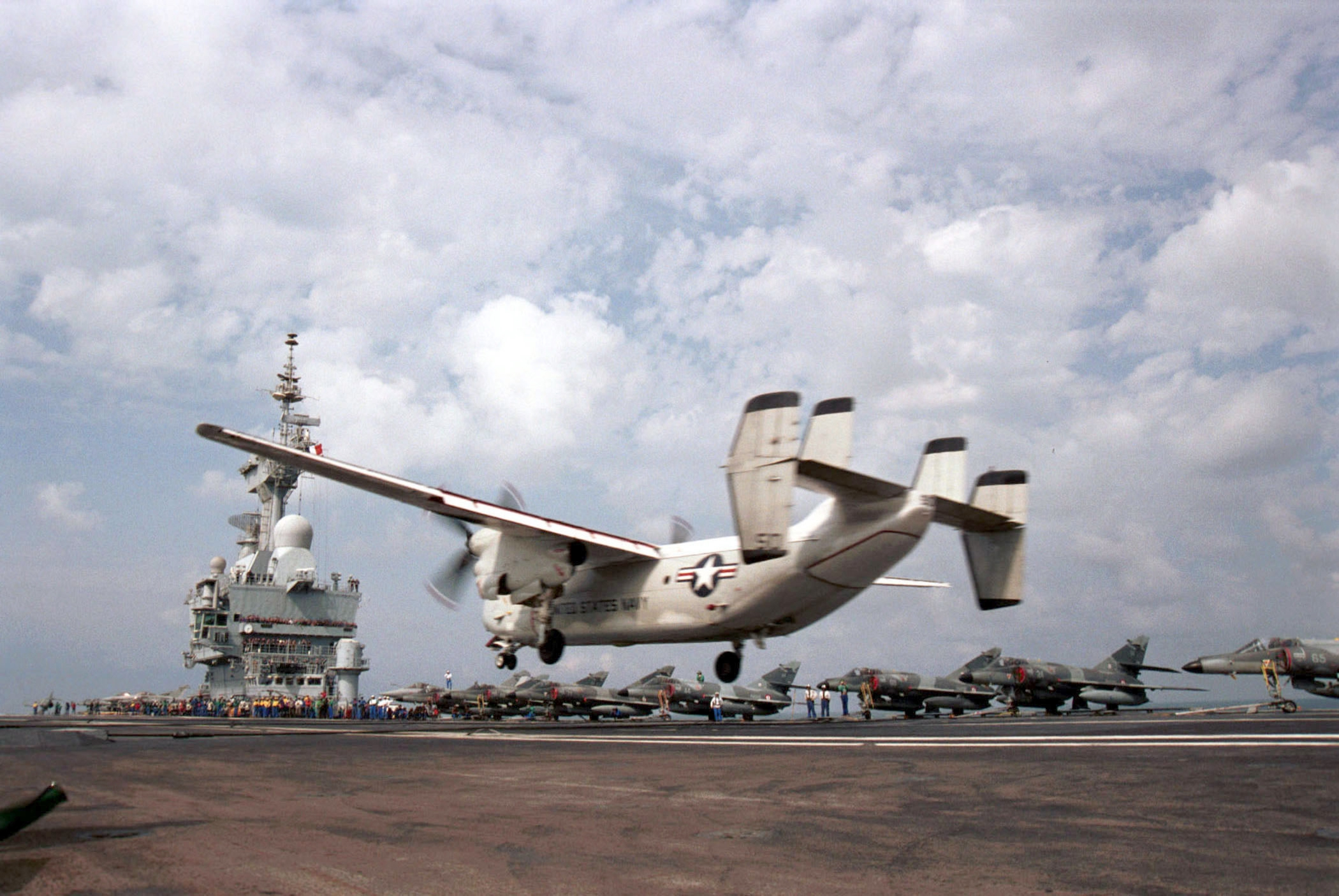
Le pont de 15700 m² du CVF CTOL permettrait la mise en œuvre optimale de 3 avions de guet aérien Northrop-Grumman E-2 Hawkeye, voire de l'avion de transport Northrop-Grumman C-2 Greyhound, ici à l'appontage sur le Charles de Gaulle (16 février 2002)

 Néanmoins, selon le rapport du Sénat de 2000, « le choix [britannique] de l’avion de combat (FCBA ou Future Carrier Borne Aircraft) et de l’aéronef de guet aérien (FOAEW ou Future Organic Airborne Early Warning Aircraft) sera déterminant pour définir la taille, la forme et les caractéristiques du futur porte-avions. » D'ailleurs, en janvier 2001, l'option STOBAR est retoquée. Début juillet 2002, le ministre de la Défense français approche son homologue et lui propose officiellement une collaboration sur le projet CVF avec pour but de construire ces porte-avions pour les deux marines (2 pour la Royal Navy, 1 pour la Marine nationale). En septembre, l'option CATOBAR passe aux oubliettes. À cette date, les quatre options ont donc été éliminées. Cependant, une 5e version STOVL « adaptable », conservant les espaces nécessaires pour implanter à mi-vie catapulte et brins d'arrêt, est retenue et ouvre ainsi une perspective concrète de collaboration binationale.
À noter que le rapport de l'Assemblée nationale française de 2003 évoque une offre française d’un consortium regroupant EADS, Thales, DCN et Alstom (via ses chantiers de l’Atlantique) d'un bâtiment CATOBAR de 55 000 tonnes à propulsion classique (par turbine à combustion ou pods), qui ne sera guère prise en compte. Enfin, d'après l'amiral Sautter, d'un point de vue strictement comptable, un porte-avions classique resterait plus économique qu'un porte-avions nucléaire jusqu'à 200 dollars le baril de pétrole.
Fin 2010, le Royaume-Uni revient sur son choix STOVL pour un porte-avion de type CATOBAR compatible avec les appareils français ce qui offre de nouvelles perspectives de collaboration.

## Partage industriel

### Études
En février 2003, à l'issue du 25e sommet franco-britannique du Touquet, placé sous la  commémoration l'Entente cordiale, le président de la République française se fait l'écho de « la grande satisfaction des autorités françaises pour ce qui concerne la décision des autorités britanniques concernant la construction des deux porte-avions britanniques, puisque c'est un accord entre BAe et Thales qui permettra de réaliser ces porte-avions. » Et de préciser au nom de la France que « nous allons immédiatement engager les études permettant de voir si nous ne pourrions pas nous associer à cette construction des deux porte-avions, étant entendu que construire trois unités est naturellement plus intéressant sur le plan économique et financier qu'en construire deux ou une ». Peu après, le ministre de la Défense britannique se veut plus circonspect et évoque « une potentielle future coopération sur l'échange d'informations » et rappelle avoir « fourni à la France des informations basiques sur le design du CVF afin de l'aider à décider de la meilleure voie à suivre pour son propre projet ».
Deux options sont alors considérées pour le 2e porte-avions français.

#### Le projet franco-britannique CVF FR de Thales
Les études britanniques, qui commencent le 25 janvier 1999 sur une base concurrentielle entre Thales et BAe Systems sont poursuivies depuis le 30 janvier 2003 en collaboration, sont achetées par la Marine nationale française. La version CTOL de Thales présentée début 2003 est ainsi très proche de celle du CVF, à la différence qu'elle possède un pont d'envol oblique au lieu de deux pistes convergeant vers le tremplin. La configuration à deux îlots, adjoints de deux ascenseurs de 70 tonnes de charge est déjà présente et permet, selon Thales, de réduire l'empreinte des superstructures, les problèmes de compatibilité entre équipements électroniques et, surtout, de libérer de l'espace sur le pont d'envol. Concernant ce dernier point, le nombre de sorties est promis comme élevé (jusqu'à 120 par jour avec capacité catapo) grâce à des « rotations automatisées et des hangars robotisés » gouvernés par ordinateur. En juin 2003, Thales expose au 45e Salon international de l'aéronautique et de l'espace de Paris-Le Bourget une première maquette de la version CTOL proposée à la France, qui diffère déjà de la version britannique par ses radars. Une autre maquette, visible à Euronaval 2004, est marquée par la suppression des pods. En juin 2005, le projet CVF FR présente un déplacement de 65 000 à 70 000 tonnes, une longueur de 283 mètres et un bau d’eau de 73 mètres avec deux îlots et une vitesse de 26,5 nœuds pour une autonomie de 8 000 à 10 000 nautiques à 15 nœuds. Il mettrait en œuvre 40 aéronefs (32 Rafale, trois E-2 Hawkeye et cinq NH90).

#### Le projet françaisRomeo/Juliettede la DCN
Durant l'été 2003, la DCN travaille à un concept de porte-avions nucléaire dérivé du
Charles de Gaulle (CDG) répondant, selon le rapport de l'Assemblée nationale française « à 99 % des objectifs formulés par la Marine, soit 422 sur 426 », à l'exception notable des capacités catapo, d'appontage par mer de force 6 et de lancement d'une pontée de vingt avions. Seule la réduction à 1 050 puis 900 marins (contre 1 200 pour le CDG) serait accessible. Une vue d’artiste du projet français Romeo est publiée en 2004 puis une maquette de son successeur le projet Juliette est exposée à Euronaval 2004. Cette configuration se rapproche plus du CDG que du CVF britannique puisque le bâtiment ne possède qu’un îlot (certes déplacé vers l'arrière) et entouré de deux ascenseurs de 70 tonnes de charge. En septembre 2004, le projet Juliette présente un déplacement de 59 000 tonnes, une longueur de 284 mètres et un maître bau à la flottaison de 72 mètres avec un îlot et une vitesse de 27 nœuds pour une autonomie de 10 000 nautiques à 15 nœuds. Il mettrait en œuvre quarante aéronefs (32 Rafale, 3 E-2 Hawkeye et 5 NH90). À en croire le ministre de la Défense français un mois plus tard, le concept reste d'actualité, « le projet Romeo n'a pas vocation à être une alternative au projet britannique CVF, et réciproquement. Ces deux projets évoluent dans un cadre national et doivent répondre à des besoins différents ».

#### La propulsion conventionnelle retenue
Espéré en juin 2003, un communiqué de presse de l'Élysée de février 2004 confirme le choix de la propulsion classique pour le 2e porte-avions français (PA 2), laquelle offre « une réponse parfaitement adaptée aux besoins opérationnels des décennies à venir et ouvre les meilleures perspectives de coopération avec le Royaume-uni. » En décembre 2004, MO PA2, une société commune à DCN et Thales (65 % DCN, 35 % Thales) est créée. 167 millions d'euros ont déjà été alloués aux études de définition sur le budget français 2005 (pour un coût total qui pourrait atteindre 700 millions d'euros).

#### Le projet binational retenu
Selon les déclarations des dirigeants de la DGA comme de MO PA2, ces études se poursuivent au printemps et à l’été 2005 et concluent à une communabilité de 85 % entre le CVF et le CVF-FR (comprenant notamment la coque, les machines et les locaux vie). Néanmoins, les exigences françaises (aménagement des hangars avia, accroissement de la capacité des soutes à combustible pour des sorties plus fréquentes, la mise en place d'un système de commandement pour une force amphibie et aéronavale basé sur un système français, tel le SENIT 9) commencent à agacer au Royaume-Uni. En septembre, le ministre de la Défense britannique, assistant à la construction du destroyer national Type 45 issu d’une collaboration avortée avec la France et l’Italie, déclare que « le programme ne peut être retardé ou rendu plus cher pour rejoindre les critères français » et rajoute que « les Français ont fait des propositions mais cela va dépendre s’ils peuvent nous donner un meilleur calendrier ».
Dans la foulée, Jean-Marie Poimboeuf, CEO de DCN rassure les autorités britanniques en affirmant que « notre conclusion est que le design britannique est compatible avec les besoins opérationnels de la marine française. S'il est choisi, nous ferons juste quelques adaptations [...]. Le contrat de développement et de réalisation ne sera pas passé avant 2006 ou 2007 et donc, la production ne commencera pas avant 2008 ou 2009. »  
Le projet de Thales est finalement retenu en décembre 2005 après la signature d'un contrat relais, lançant la phase d'études détaillées pour un montant de 20 millions d'euros. 
Une vue d’artiste du CVF FR d’août 2006 propose un design quelque peu différent de celui de son homologue britannique, alors que les coûts sont devenus un problème. La maquette exposée au salon Euronaval 2006 montre une nouvelle modification des installations radar. D’autres vues, l’une de mars 2007 dévoile une coque modifiée afin d’augmenter la vitesse ; l’autre de juin 2007 voit le radar Thales Herakles être déplacé de l’îlot avant à l’îlot arrière.
|                                |
| Vues orthographiques du projet |

| |
| Le PA2 était conçu comme un navire CATOBAR capable de mettre en œuvre les chasseurs Rafale et les avions de guet Hawkeye. |

### Développement
Le ministre de la Défense français, en ouverture d'Euronaval 2006, affirme « son ambition [...] de rendre ce programme aussi irréversible que possible » avant l'élection présidentielle française d'avril 2007. Le ministre précise que « le projet de loi de finances 2007 inscrit 700 millions d'euros pour le développement du PA2 et voit mal un gouvernement renoncer aux sommes investies pour rien. C'est en ce sens qu'on peut parler d'irréversibilité ». Envisagée en janvier 2007 au plus tard le 29 mars (date de la fin de la session parlementaire britannique), une annonce bilatérale, voire la signature du Dossier de lancement et de réalisation (DLR) français, qui voit l'approbation des plans de construction du CVF FR, n'a pas lieu. Après quelques hésitations, cette ultime étape avant la notification du contrat devait intervenir en novembre 2007, soit au moment du point d'étape concernant le nouveau Livre blanc sur la défense et la sécurité nationale. Selon le dossier de presse du budget de la défense pour 2008, cependant, « une décision de principe sur la construction du second porte-avions a été prise. Les conditions de mise en œuvre de cette décision seront arrêtées au vu des travaux du Livre blanc » et pourrait donc attendre sa publication à la mi-juin 2008, sans communication franco-britannique, les 2 CVF (les HMS Queen Elisabeth et HMS Prince of Wales) ayant été commandés le 20 mai 2008. Par ailleurs, le projet annuel de performance  précise que « le montant d’autorisations d’engagement de trois milliards d’euros constitue une provision. Les niveaux définitifs des montants de la tranche fonctionnelle de réalisation et de l’engagement nécessaire au contrat de réalisation seront déterminés, à l’issue des travaux en cours impliquant le partenaire britannique et l’industrie, lors du lancement du stade de réalisation du programme ». Pour l’amiral Pierre-François Forissier, chef d'état-major de la marine : « Le débat n’a plus lieu d’être [...]. La Marine a fait son travail de technicien. La DGA et DCNS ont fait leur travail d’industriel. Le dossier complet se trouve maintenant sur le bureau du Président de la République. C’est une décision éminemment politique. Il ne serait pas convenable de mettre la pression sur le Président de la République ». De son côté, le vice-amiral d'escadre Philippe Sautter, commandant la Force d'action navale, estime que « Aux députés qui me le demandaient, j'ai répondu : la Marine ne peut pas choisir, il lui faut les deux. Les frégates multimissions et le second porte-avions [...]. Le second porte-avions n'est pas le joujou des marins. C'est un outil de puissance »
. En tout état de cause, le PA 2 « devrait être repoussé à des jours budgétaires meilleurs, même si la décision n’est pas formellement prise ».

### Construction
Les deux CVF sont construits séparément en cinq super-blocs. En décembre 2005, le MoD annonce le partage entre quatre chantiers différents, soit la « Carrier Alliance ». Le bloc 1 (l'avant avec tremplin) sera construit par Babcock Engineering Services (BES) à Rosyth, le bloc 2 (plus les deux îlots) par VT Group (VT) à Portsmouth, le bloc 3 par BAe Systems Submarine à Barrow-in-Furness, les blocs 4 et 5 par BAe Systems Surface Fleet à Govan (avec l'assistance du chantier de Scotstoun) et l'intégration réalisée par VT à Portsmouth. Il est alors espéré que le CVF FR soit construit en entier en France par STX Europe (ex-Chantiers de l'Atlantique) à Saint-Nazaire et par DCNS à Brest. Par ailleurs, l'on rapporte que le design du PA 2 pourrait s'accommoder de celui des futurs porte-avions de la Marine russe, sans que cette information n'ait été confirmée officiellement.

#### Retards français et revirement
Néanmoins et en raison de la dérive des coûts, entre mai 2005 et novembre 2007, une option fait régulièrement surface du côté français et propose, outre la prime aux économies allouée par le MoD à ses industriels, que chaque chantier construise les blocs pour trois bâtiments au lieu de deux. Ainsi, BAe Systems perdrait la construction des blocs 2 et 3 au profit d'Aker Yards et de DCNS à Brest et VT celle du bloc 1. Le porte-parole du ministère de la Défense britannique Lord Drayson déclare en mai 2007 que cette proposition « avait un sens [...]. C’est la manière intelligente de le faire. » Néanmoins, le 14 novembre 2007, le ministre de la Défense français Hervé Morin annonce devant l'Assemblée nationale que « sur la construction de la coque, il n'y aura pas de coopération avec les Britanniques [...]. Ils ont décidé de lancer leur programme de construction de deux porte-avions et en profitent pour restructurer leurs chantiers navals. » Contre la logique qui prévalait jusqu'alors, le ministre rajoute que l'absence de coopération sur les coques permettra le cas échéant à la France de revoir une partie du design du PA 2 et de réaliser ainsi des économies... Finalement, l'on revient donc « avant Noël 2007 » (date à laquelle la DGA est « prête » à signer le contrat) à l'option de 2005 : Aker Yards assure à partir de 2009 la découpe de la première tôle de la coque pour un achèvement prévu en février 2012 et DCNS l'arme pour une livraison en 2014. Par ailleurs, un rapport parlementaire de la Mission d'évaluation et de contrôle (MEC) sur le financement des projets d'équipement naval militaire de février 2008 estime que « le budget final [sera] proche sans doute de 3,5 milliards d'euros » hors taxes contre trois milliards prévus jusqu'à présent. « Le double choix de construire un bâtiment à propulsion classique et de coopérer avec les Britanniques, qui ont déjà décidé la construction de deux nouveaux porte-avions, était notamment fondé sur la possibilité de réduire les coûts. Or, poursuit le rapport, cet objectif n'est pas atteint puisque le coût du PA 2 ne sera nullement inférieur à celui du porte-avions nucléaire Charles de Gaulle ». La DGA rétorque le 26 février 2008 qu'« il n'y a pas de dérive. Le résultat de la négociation avec DCNS et Aker Yards est absolument conforme à ce que nous attendions », soit trois milliards d'euros toutes taxes comprises (TTC). Tandis que le ministre de la Défense français déclare le 20 avril 2008 qu'« il est évident que la situation budgétaire de l’équipement de nos forces rend difficile la construction du second porte-avions », une « initiative bilatérale d’interopérabilité des porte-avions » français et britanniques est proposée par le président de la République Nicolas Sarkozy au Premier ministre Gordon Brown, que confirme le SIRPA Marine mais que relativisent les autorités britanniques,.

#### Report de la décision de construction et abandon
Le candidat à l'élection présidentielle française Nicolas Sarkozy déclare le 14 février 2007 : « Parmi les dossiers importants sur la table du prochain président de la République, il y a la question du second porte-avions. Ce bâtiment est essentiel à la permanence de notre groupe aéronaval compte tenu des périodes d'indisponibilité pour entretien de notre seul porte-avions, le Charles de Gaulle ». Cependant, une fois élu, le président de la République française Nicolas Sarkozy déclare le 27 mai 2008 que « il n'est pas question de mettre six milliards d’euros chaque année dans l’équipement militaire » et que, pour le PA 2, « on a un peu de temps puisque la décision -lourde- devrait être prise aux alentours de 2011-2012 », déclarations dans lesquelles d'aucuns voient un « enterrement » du projet franco-britannique,. De son côté, l'ancien Premier ministre français Michel Rocard, qui a eu à prendre la décision de lancement du porte-avions Charles de Gaulle, estime le 12 juin 2008 que la construction du PA 2 est aussi « indispensable à son rang [de la France] qu'à ses responsabilités », c'est-à-dire pour des raisons à la fois de rayonnement et stratégiques. Tout en affirmant que « c'est une affaire française [...], la défense stratégique européenne [étant] maintenant une partie perdue », il propose de réduire le budget de la dissuasion nucléaire française pour financer le bâtiment. Enfin, le ministre de la Défense français Hervé Morin rappelle le 5 juillet 2008 que « le président de la République n'exclut pas [la construction du PA 2] » et estime : « Dans l’idéal, il nous faut un deuxième porte-avions. Mais il n’aurait pas été raisonnable de le lancer tout de suite. Cela aurait obéré les autres grands programmes. C’est un investissement très lourd. Nous devons d’abord faire face à d’autres urgences, à d’autres priorités absolues que sont le remplacement de nos équipements usés : hélicoptères Pumas, Transall, les véhicules blindés de l’armée de terre, les nouvelles frégates, les sous-marins nucléaires d’attaque, et l’acquisition de nouveaux moyens de renseignement. Voilà pourquoi il nous faut un peu de temps avant de lancer le deuxième porte-avions »,, . Le ministre de la Défense français réitère les mêmes arguments le 5 janvier 2009 et évoque 2012 comme date de la prise de décision de construction.
À partir d'août 2007, la société MO PA2 poursuit son activité en dépit d'une importante fragilité. Plus tard, les équipes chargées de ce projet auprès de DCNS et Aker Yards, soit près de 150 personnes, sont redéployées. Les industriels disent que l'offre présentée en début d'année 2007 à la DGA ne sera bientôt plus d'actualité. L'éventuelle décision de reprise de ce projet au début des années 2010 devra remettre à plat ce dossier et les 200 millions d'euros déboursés par l'État français risquent d'être perdus en vain. L'amiral Pierre-François Forissier, chef d'état-major de la Marine, dément ces informations en novembre 2008 et affirme que le PA 2 reporté sera toujours basé sur le design CVF-FR
.
Cependant, le 14 octobre 2009, le même, auditionné par la Commission de la défense nationale et des forces armées de l'Assemblée nationale, confirme que la France n'est « plus liée aux Britanniques », enterrant de facto le PA 2.
En octobre 2010, alors que  le ministre français de la Défense Hervé Morin, a évoqué, la semaine précédente, une décision fin 2012 ou début 2013, DCNS et STX France présentent au salon Euronaval 2010 un nouveau design de porte-avions à propulsion conventionnelle de 59 000 t. à pleine charge reprenant celui du projet Juliette alors que certains lancent l’hypothèse de l'achat de la coque d'un des navires de la classe Queen Elizabeth.
En février 2014, la Cour des comptes publie un rapport chiffrant le désastre financier à « plus de 200 millions d'euros [...] pour les finances publiques, sans véritable contrepartie pour la France », ajoutant que « plusieurs raisons permettaient de douter, dès 2005, de l'existence d'un projet industriel commun ». Cette révélation, quoi qu'en partie déjà connue a fait grand bruit dans les médias.

### Option propulsion mixte nucléaire & turbines à combustion
Une étude exploratoire récente (2008 2010) a confirmé la faisabilité et l'intérêt d'une option mixte turbo électrique nucléaire & turbines à combustion basée sur la dernière version du CVF FR (version dite CVF FR V2i) (75 000 tonnes)
- les réacteurs actuels équipant le PACdG sont un peu augmentés de puissance mais conservés dans les grandes lignes, limitant les coûts de développement et la formation du personnel d'exploitation ils procurent :
  - une autonomie de l'énergie propulsion quasiment infinie à l'échelle d'une crise autorisant par exemple un pré-positionnement de longue durée si souhaité
  - la capacité de déploiement à longue distance et la mise en œuvre de l'aviation dans toutes les situations courantes
- les turbines à combustion sont utilisées lorsqu'on souhaite disposer d'une puissance propulsive accrue ; elles procurent en outre une souplesse d'exploitation accrue en augmentant le nombre de sources primaires d'électricité
- les effectifs embarqués dévolus à la plateforme sont à peine supérieurs à la version de base du CVF FR
- la conversion d'énergie en électricité autorise sans difficulté la mise en ouvre de catapultes électromagnétiques sachant que les catapultes à vapeur sont également possible si souhaité
- si elle venait à être souhaitée la propulsion par hélices "en pod" est parfaitement possible

Cette option n'a rien de révolutionnaire puisque par exemple elle est mise en œuvre par la Russie.
Elle est parfaitement accessible "en national" sachant bien que :
- soit le PA 2 est développé "en national" ou tout au moins avec une direction nationale française forte
- soit la genèse et la conduite du projet se révèleront difficiles comme en témoignent les tentatives de coopération antérieures

## Caractéristiques

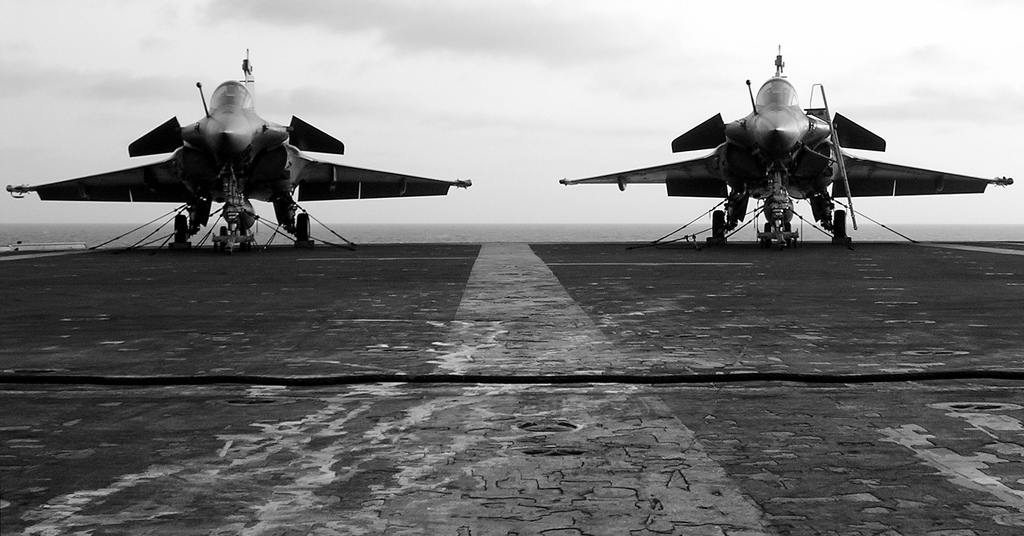
L'avion de combat qui aurait armé l'éventuel PA 2 est le Dassault Rafale de Dassault Aviation.

Pour ce qui est de la « communabilité », le 15 novembre 2007, DCNS et Aker Yards signent un accord avec BAE Systems, VT, Thales UK et Babcock Support Services qui prévoit que « les six signataires se consulteront sur l'opportunité d'acheter ensemble les systèmes de combats ou de communications, les radars, la motorisation conventionnelle de ces trois navires et la maintenance des deux projets. »

### Propulsion
Il en découle que la proposition, fin 2003, de Thales d'utiliser la même propulsion pour les CVF et le PA 2 se confirmerait, soit deux turbines Rolls Royce plc MT-30. De 4e génération, la MT-30 délivre 36 MW de puissance unitaire au sein d'un système COmbined Diesel eLectric Or Gas (CODLOG) possédant quatre moteurs Diesel fournissant aux quatre pods l'électricité nécessaire aux évolutions à basse vitesse, tandis que les turbines à combustion sont utilisées pour les évolutions à grande vitesse. S'éloignerait donc l'offre faite par General Electric début novembre 2006 et concernant quatre turbines LM2500+G4 (encore à développer) mais déjà choisies pour les frégates franco-italiennes FREMM.
Une propulsion nucléaire est également envisageable.

### Pont d'envol
L'accroissement capacitaire du PA 2, conditionné déjà par la surface de son pont d'envol de 15 700 m2, qui le place à mi-chemin entre celui du CDG (12 000 m2) et celui de la classe Nimitz (21 000 m2), fonde l'utilité du PA 2 comme « instrument de puissance » en présentant des avantages opérationnels évidents : la possibilité « catapo » et l'utilisation de deux catapultes à vapeur C-13 Mod. 2 de 90 mètres, similaires à celles des porte-avions américains actuellement en service. Elles permettent le lancement d'aéronefs de 4e génération lourdement armés (tels le Dassault Rafale F3) toutes les 30 secondes (soit une salve de 24 avions en 12 minutes) à une vitesse de plus de 277 km/h. Pour l'appontage, le pont d'envol comprend également trois brins d'arrêt Mark 7 Mod. 4.

### Hangar et installations avia
La surface du hangar est annoncée comme similaire à celle du CDG (soit 4 700 m2 contre 4 600), bien que les aéronefs y soient actuellement à l'étroit. Une zone de maintenance aéronautique, divers ateliers et magasins aéronautiques autorisent l’entretien complet des aéronefs, traditionnelle sur les porte-avions français. Les installations d’avitaillement en carburant aviation (du kérosène JP-5) sont de cinq millions de litres.

### Interopérabilité OTAN
- Liaison 11, liaison 16 et liaison 22